# 연애학 개론 (1987년 영화)
《연애학 개론》(영어: Can't Buy Me Love)는 1987년에 개봉한 미국의 로맨스 영화이다. 스티브 래시가 연출하고, 패트릭 뎀프시 등이 출연하였다. KBS에서 내 사랑 신디라는 제목으로 방영된 바 있다.

## 줄거리
애리조나주 투손 교외에 사는 고등학생 로널드는 천문학을 사랑하는 너드이다. 로널드는 망원경을 사기 위해 여름 동안 잔디밭을 깎아 돈을 모은다.
한편 옆집 이웃인 인기 많은 치어리더 신디는 노동절 파티에 엄마의 비싼 스웨이드를 몰래 입고 나갔다가 포도주를 흘려 망치는 바람에 똑같은 옷을 새로 살 돈이 필요해진다. 이에 아이오와 대학교생 남자친구가 있는 신디는 로널드가 "쿨"하게 보일 수 있도록 천 달러를 받고 한 달 동안 로널드의 여자친구 행세를 하기로 한다. 함께 어울려 지내는 사이에 로널드와 신디 사이엔 뜻밖의 유대감이 형성된다.
외양이 완전히 바뀐 로널드는 진실된 너드 친구들을 버리고 얄팍하지만 인기 있는 학생들을 새 친구로 사귄다. 로널드는 신디와 헤어지는 장면을 연출하면서 신디에게 상처가 되는 말을 내뱉는다. 이후 로널드는 거만하게 굴며 신디의 절친 바버라, 패티와 시시덕거린다. 핼러윈에 운동 선수 친구들은 로널드에게 옛 절친 케네스의 집에 개똥을 던지게 시키며 의리를 시험한다. 케네스는 로널드를 붙잡지만 아버지가 경찰을 부르기 전에 로널드가 도망갈 수 있게 해준다.
빅 존의 집에서 열린 새해 전야 파티에서 로널드는 그날 데이트 상대인 아이리스와 화장실에서 은밀한 시간을 보내며 일전에 신디가 공유했던 신디의 자작시를 읊고, 신디는 우연히 이를 엿듣는다. 게다가 신디의 남자친구 보비가 나타나 신디가 로널드와 만남을 가졌다는 걸 알게 된다. 보비는 신디의 설명을 믿지 않고 그대로 신디를 차버린다. 취기에 오른 신디는 분노에 차서 파티 손님들에게 자신과 로널드 사이에 있었던 계약을 폭로하고 이후 로널드는 운동 선수와 너드 무리 모두로부터 따돌림을 당한다. 
점심 시간에 운동 선수 퀸트가 패티의 수학 숙제를 도와주던 케네스를 괴롭히자 로널드는 퀸트가 투구에 쓰는 팔을 부러뜨리겠다고 위협한다. 또한 로널드는 9살 때 퀸트가 나무 위 집에서 떨어져 팔이 부러졌을 때 케네스와 자신이 그를 12 블록 거리에 있는 병원까지 데려갔던 일을 언급하며 원래는 모두가 친구 사이였음을 상기시킨다. 이어 자신은 인기 있는 집단에 끼고 싶어 돈까지 써가면서 무리했지만 패거리 문화는 전부 무의미하다고 말한다. 퀸트는 케네스에게 사과하고 카페테리아에 있던 학생들이 환호한다. 
신디는 로널드를 찾아와 예초기 뒤에 올라타고, 로널드는 신디에게 프롬 데이트 신청을 한다. 둘은 비틀스의 Can't Buy Me Love가 흐르는 가운데 처음으로 입을 맞춘다. 

## 출연
- 패트릭 뎀프시 - 로널드 밀러 역
- 어맨다 피터슨 - 신디 맨시니 역
- 티나 캐스퍼리 - 바버라 역
- 다시 더모스 - 패티 역
- 코트 매카운 - 퀸트 역
- 에릭 브러스코터 - 빅 존 역
- 헤라르도 메히아 - 리키 역
- 코트니 게인스 - 케네스 워먼 역
- 세스 그린 - 척 밀러, 로널드 동생 역
- 샤론 패럴 - 맨시니 부인 역
- 데니스 두건 - 데이비드 밀러, 로널드 아버지 역
- 클로이스 모로 - 주디 밀러, 로널드 어머니 역
- 데빈 더배스케스 - 아이리스 역
- 에이미 돌런즈 - 프랜 역
- 맥스 펄리치 - 레스터 역
- 스티브 프랭컨 - 모다 직원 역
- 튜더 셔라드 - 브렌트 역
- 지미 리 미첼 - 위블리 씨, 학교 선생님 역

## 우리말 녹음
KBS 성우진 (1995년 1월 8일)
- 이규화 - 로널드(패트릭 뎀프시)
- 함수정 - 신디(어맨다 피터슨)
- 김성희 - 신디의 어머니(샤론 패럴)
- 김환진 - 뱀비(리사 기븐스)
- 이윤선 - 리키(헤라르도 메히아)
- 장광 - 로널드의 아버지(데니스 두건)
- 김수경 - 아이리스(데빈 더배스케스)
- 김준 - 존(에릭 브러스코터)
- 김태웅 - 학교 선생님(지미 리 미첼)
- 차명화 - 바버라(티나 캐스퍼리) / 로널드의 동생(세스 그린)
- 김혜미 - 패티(다시 더모스) / 로널드의 어머니(클로이스 모로)
- 이재용 - 퀸트(코트 매카운)
- 김일 - 케네스(코트니 게인스)
- 김승준 - 레스터(맥스 펄리치)
- 홍성헌 - 앨버트(데이비드 셔머혼) / 브렌트(튜더 셔라드)